# Aneilema setiferum
Aneilema setiferum är en himmelsblomsväxtart som beskrevs av Auguste Jean Baptiste Chevalier. Aneilema setiferum ingår i släktet Aneilema och familjen himmelsblomsväxter.

## Underarter
Arten delas in i följande underarter:
- A. s. pallidiciliatum
- A. s. setiferum